# پاتهارگهاتا اپازیلا
پاتهارگهاتا اپازیلا (به لاتین: Patharghata Upazila) یک منطقهٔ مسکونی در بنگلادش است که در ناحیه برگونه واقع شده‌است. پاتهارگهاتا اپازیلا ۳۸۷٫۳۶ کیلومتر مربع مساحت و ۱۳۴٬۶۳۵ نفر جمعیت دارد.